# Abraxas nigricostata
Abraxas nigricostata là một loài bướm đêm trong họ Geometridae.